# Stazione di Santa Maria Maggiore
La stazione di Santa Maria Maggiore della Società Subalpina Imprese Ferroviarie (SSIF) è una stazione ferroviaria della ferrovia Domodossola-Locarno ("Vigezzina").